# کیتا بیتس دیوپ
کیتا بیتس دیوپ (انگلیسی: Keita Bates-Diop؛ زادهٔ ۲۳ ژانویهٔ ۱۹۹۶) بازیکن بسکتبال اهل ایالات متحده آمریکا است.
از باشگاه‌هایی که در آن بازی کرده‌است می‌توان به مینه‌سوتا تیمبرولوز اشاره کرد.